# Fernando Mineiro
Fernando Wanderley Vargas da Silva (Curvelo, 6 de dezembro de 1956) é um político brasileiro, deputado federal e ex-deputado estadual pelo PT no estado do Rio Grande do Norte. 

## Biografia
É Licenciado em Biologia pela Universidade Federal de Rio Grande do Norte (UFRN) e Professor da Rede Estadual de Ensino.
Na Assembleia Legislativa do Rio Grande do Norte, foi membro da Comissão de Constituição, Justiça e Redação, da Comissão de Minas e Energia e suplente da Comissão de Administração, Serviço Público e Trabalho.
Iniciou a sua militância social e política em 1981, como professor e sindicalista, membro da Associação de Professores do Rio Grande do Norte (APRN) e um dos fundadores (juntamente com Pedro Silvério e outros membros) do PT no Rio Grande do Norte. Fernando Mineiro foi o primeiro vereador petista de Natal (RN) em 1988 e foi reeleito ao cargo em eleições dos anos 1992, 1996 e 2000. Na casa legislativa de Natal foi autor da Lei Djalma Maranhão de Incentivo à Cultura (2001) - atual Programa Djalma Maranhão. O financiamento da lei é feito via IPTU e renúncia fiscal.
Nas eleições gerais de 1994, foi candidato a Governador do Rio Grande do Norte, mas não foi eleito. No período de 2001 a 2005, foi Presidente do Diretório do PT/RN. Já em 2002, foi eleito Deputado Estadual do Rio Grande do Norte e reeleito em 2006, 2010 e 2014.
Nas eleições municipais de Natal de 2012 e 2016, Mineiro foi candidato a prefeito de Natal, mas ficando na terceira colocação em ambas das disputas. Já no ano de 2018, Mineiro foi candidato a deputado federal do Rio Grande do Norte onde recebeu 98.070 votos, mas ficou na suplência de Natália Bonavides, também do PT.
Em dezembro de 2018, foi convidado pela governadora Fátima Bezerra do estado do Rio Grande do Norte, para a Secretaria de Gestão de Projetos e Articulação Institucional (Segai), onde tomou posse em janeiro de 2019, ficando à frente da Secretaria até o ano de 2022.
As principais temáticas do trabalho de Fernando Mineiro como parlamentar são: agricultura familiar, economia solidária, direitos das mulheres, indígenas, diversidade sexual, educação, cultura, meio ambiente e juventude.
Após a eleição de 2018 o então Deputado Estadual Fernando Mineiro iniciou na justiça uma luta pela recontagem dos votos da coligação adversária a que concorreu, para a 56.ª legislatura. Mineiro foi o terceiro candidato mais votado no estado naquela eleição, não assumindo pela proporcionalidade que garantiu a vaga de Beto Rosado.
Em de 22 de Janeiro de 2021, por 3 votos a 2, a Justiça Eleitoral tornou inelegível a candidatura de Kéricles Alves Ribeiro em razão de ilegalidades no registro, especialmente a não apresentação da quitação eleitoral no prazo legal e, principalmente, o fato de “Kerinho” ter ocupado um cargo de confiança na prefeitura de Monte Alegre até dezembro de 2018. Os  8.990 votos de Kerinho foram anulados. Estes votos somados aos da coligação, garantiram a vaga de Beto Rosado na Câmara Federal. 
Em 28 de Janeiro, Fernando Mineiro foi diplomado Deputado Federal pelo Tribunal Regional Eleitoral do Rio Grande do Norte. Mesmo assim, houve recurso ao TSE por parte da coligação do PP e Beto Rosado ainda é mantido como deputado na até agosto de 2021, quando o MPE dá parecer a favor da devolução do mandato a Fernando Mineiro. O político ainda aguarda o julgamento final do mérito do processo.
No dia 2 de Outubro de 2022, Mineiro foi eleito Deputado Federal com 83.481 votos, assumindo a segunda vaga do Partido dos Trabalhadores pelo Rio Grande do Norte na Câmara Federal na 57ª Legislatura.
Secretário do Governo do Rio Grande do Norte
Assumiu o Cargo de Secretário de Gestão de Projetos e Articulação Institucional, sendo responsável pelo Governo Cidadão, projeto multisetorial financiado pelo Banco Mundial que tem como objetivo implementar um conjunto de ações articuladas destinadas a reverter o baixo dinamismo do Estado, com foco na redução das desigualdades regionais, além de apoiar ações de modernização da gestão pública para prestação de serviços de forma mais eficaz e eficiente, visando à melhoria da qualidade de vida da população potiguar.
O Projeto é responsável pela reforma de diversos equipamentos educacionais e culturais do Rio Grande do Norte, como Forte dos Reis Magos e o Papódromo.
- Reforma do Forte dos Reis Magos

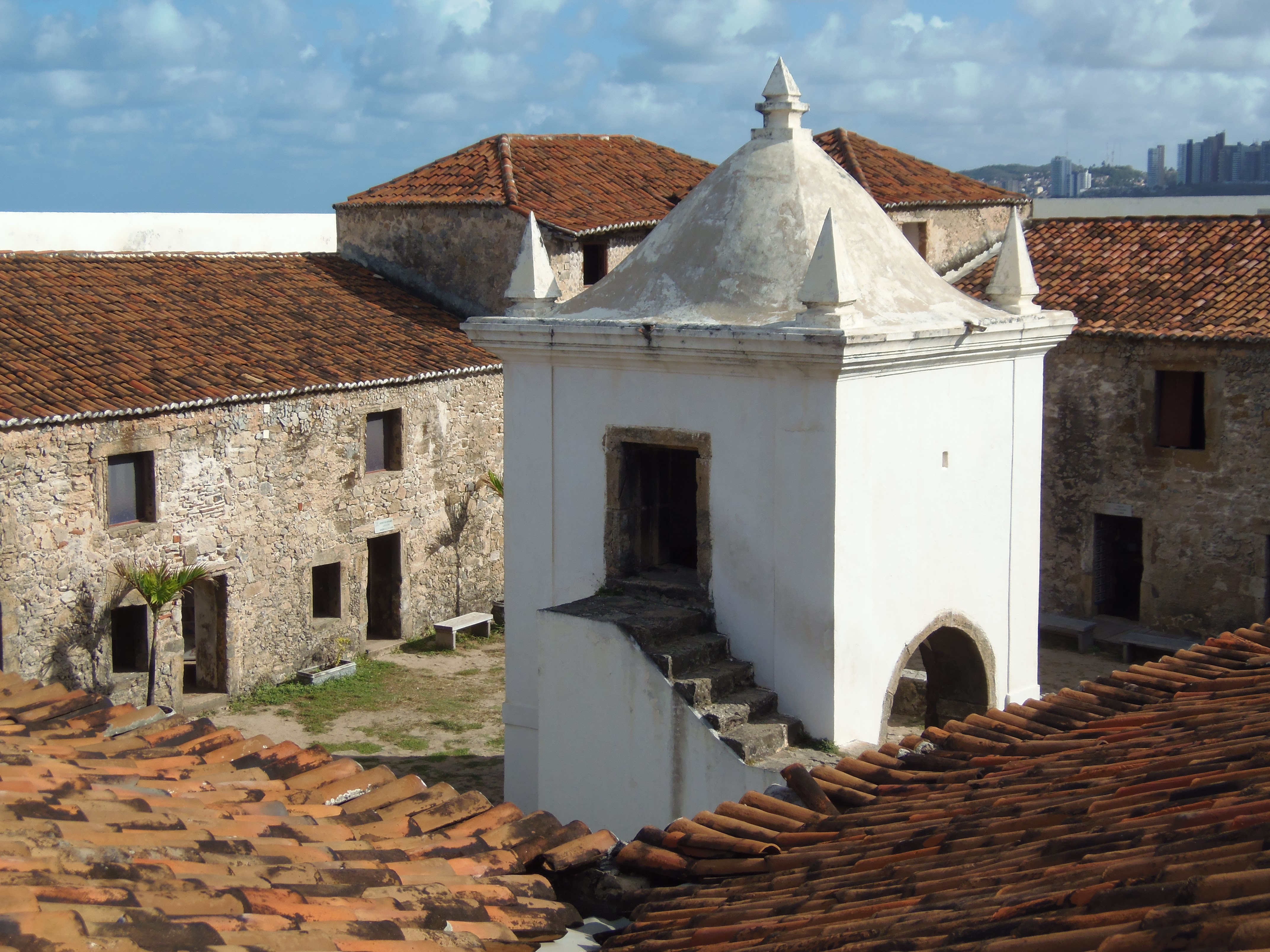

Após três anos, as obras de restauração da Fortaleza dos Reis Magos - um dos principais pontos turísticos e históricos de Natal - foram concluídas, mas sua abertura para visitação só deve acontecer em dezembro de 2021. O Forte teve piso e teto renovados, acessibilidade instalada com corrimãos nas escadarias e elevador, salas de exposições e lojas de souvenires adaptadas e passarela de acesso readequada. 

### Deputado federal
Nas eleições de outubro de 2022 Mineiro foi eleito deputado federal pelo Rio Grande do Norte, com 83.481 votos. No dia 31 de maio de 2023, foi eleito vice-presidente da Comissão de Transição Energética e Produção de Hidrogênio Verde da Câmara dos Deputados. Também é titular na Comissão Especial sobre Acumulação de Cargo de Professor (PEC 169/19) desde 2023, e membro das Comissões Permanentes de Meio Ambiente e Desenvolvimento Sustentável e de Educação. 
Desde 2023 Mineiro também representa a Câmara dos Deputados no Fórum Nacional de Educação. 